# Afonso Augusto Bourbon e Menezes
Afonso Augusto Falcão Cotta de Bourbon e Menezes (Lisboa, 20 de fevereiro de 1890 — Lisboa, 8 de setembro de 1948) foi um escritor, jornalista, polemista e militante republicano que se destacou na luta contra a fase inicial do Estado Novo. 

## Biografia
Inicialmente ligado às correntes do anarcossindicalismo evoluiu para o republicanismo democrático.
Ficou, sobretudo, ligado ao jornalismo republicano, tendo-se estreado nas páginas de A Manhã, periódico dirigido por Mayer Garção, passando depois pelas redacções de O Mundo, Primeiro de Janeiro, Voz do Operário e Diário de Notícias, onde se notabilizou com a coluna "Pedras soltas". Grande prosador e polemista, publicou vários ensaios, diversos livros de contos e o poema em prosa Menino (1925).

## Obras
- A paisagem na obra de Camilo e de Eça : simples apontamentos (1920)
- Solilóquios espirituais (1922)
- Menino (1925)
- Os crimes de 19 de Outubro : revelações & interrogações sensacionais (1929)
- O diário de João Chagas : a obra e o homem (1930)
- A ronda da noite : contos (1930)
- Proença furioso & lastimoso ou A magalomania de um messias sem juízo (1931)
- Os intelectuais e a causa propria (1932)
- Grandesa e fatalidade do socialismo : conferência doutrinária e elogio histórico de Jean Jaurè (1932)
- Páginas de combate : critica e doutrina (1933)
- Almas deste mundo : contos e novelas (1934)
- O génio e o coração de Antero (1934)
- A significação do anti-judaismo contemporâneo (1940)
- Os portugueses perante a aliança inglesa (1941)
- Sua graça é Lisboa, desenhos de Aran Stephan (1944)
- Gaspar Gista & outras histórias (1946)
- O Ultimatum de 1890 : antecedentes do conflito anglo-português (1946)